# Tré Cool
Tré Cool (døbt Frank Edwin Wright III, født 9. december 1972) er trommeslager i punk-/rockgruppen Green Day.
Han blev født i Frankfurt i Tyskland, men som ung flyttede han til Californien, hvor han boede lige ved siden af pladeselskabet Lookout Records. Igennem dem lærte han Green Day at kende, da det var det første pladeselskab Green Day arbejdede for. Tré Cool blev medlem af Green Day i 1990, da bandets ekstrommeslager, Al Sobrante, droppede ud af bandet efter deres første turne. Herefter blev Green Day dannet som vi kender dem i dag, hvor Tré Cool er deres hyperaktive og talentfulde trommeslager. Ved MTV-Awards 1995 besteg Tré Cool Universal Studios jordklode.
Tré Cool blev i marts 1995 gift med Lisea Lyons, men parret blev kort efter skilt. I 2000 blev han atter gift, denne gang med veninden Claudia, men også dette ægteskab blev opløst, da parret i 2003 blev skilt.